# Раймунд IV (граф Тулузький)
Раймунд IV (1042 — 28 лютого 1105) — граф Тулузький, один з очільників Першого хрестового походу. Стосовно нумерації існують протиріччя: з огляду на дослідження кінця 1990-х років, що довели існування двох Раймундів в 942—978 роках, то цей Раймунд має бути VI.

## Життєпис

### Молоді роки
Походив з лангедокської династії Руергів. Народився у Тулузі. Був другим сином Понса, графа Тулузького, та Альмодіси де Ла Марш. Про дитинство немає відомостей.
При поділу батьківської спадщини у 1060 році отримав графство Ажан, частину віконста Нім, замок Тараскон та графство Сен-Жиль. По назві останнього Раймунда часто називали де Сен-Жиль. В цьому ж році бере шлюб з донькою Бертрана I, графа Прованського. 1065 року після смерті Берти, двоюрідної сестри Раймунда, він разом з братом Вільгельмом IV заволодіває її спадком — Руерзьким графством. Тоді ж стає намісником герцогства Нарбон та маркізата Готія (область від Каркасона до Німа).

### Розширення влади
У 1071 році здійснив паломництво до Єрусалиму, під час якого осліп на одне око. 1074 року Раймунд відмовився на заклик папи римського Григорія VII виступити проти норманів, які грабували південну Італію й загрожували Риму. На відплату папа римський двічі — у 1076 і 1078 роках — відлучав Раймунда від церкви під приводом, що той одружився з графинею Провансу, маючи з нею кровну спорідненість. Анафему було знято лише у 1180 році зі смертю дружини графа Сен-Жиля.
У 1070-х роках Раймунд де Сен-Жиль втрутився у протистояння всередині Прованського графства, майже повністю оволодівши цими землями. У 1085 за правом своєї дружини отримує частину спадка Бертрана I, графа Прованського — Прованський маркізат (територія північніше Прованського графства). 1093 року остаточно закріпив ці землі за собою після смерті Бертрана II, графа Провансу.

Графство Тулузьке за Раймунда IV

 У 1087 році Раймунд де Сен-Жиль допомагав Беренгеру-Рамону II, графу Барселонському, воювати проти мусульманських володарів Півренейського півострова. 1088 року брат залишив Раймунда намісником графства Тулузи та інших володінь. 
1094 року після смерті брата Вільгельма IV стає графом Тулузьким. Ставши володарем майже всього Лангедоку, Раймунд намагається зміцниту свою фактично незалежну державу. Його політика основується на підтримці католицької церкви, встановленні добрих стосунків із сусідами, водночас посилення військової могутності, розвитку торгівлі.

### Хрестовий похід

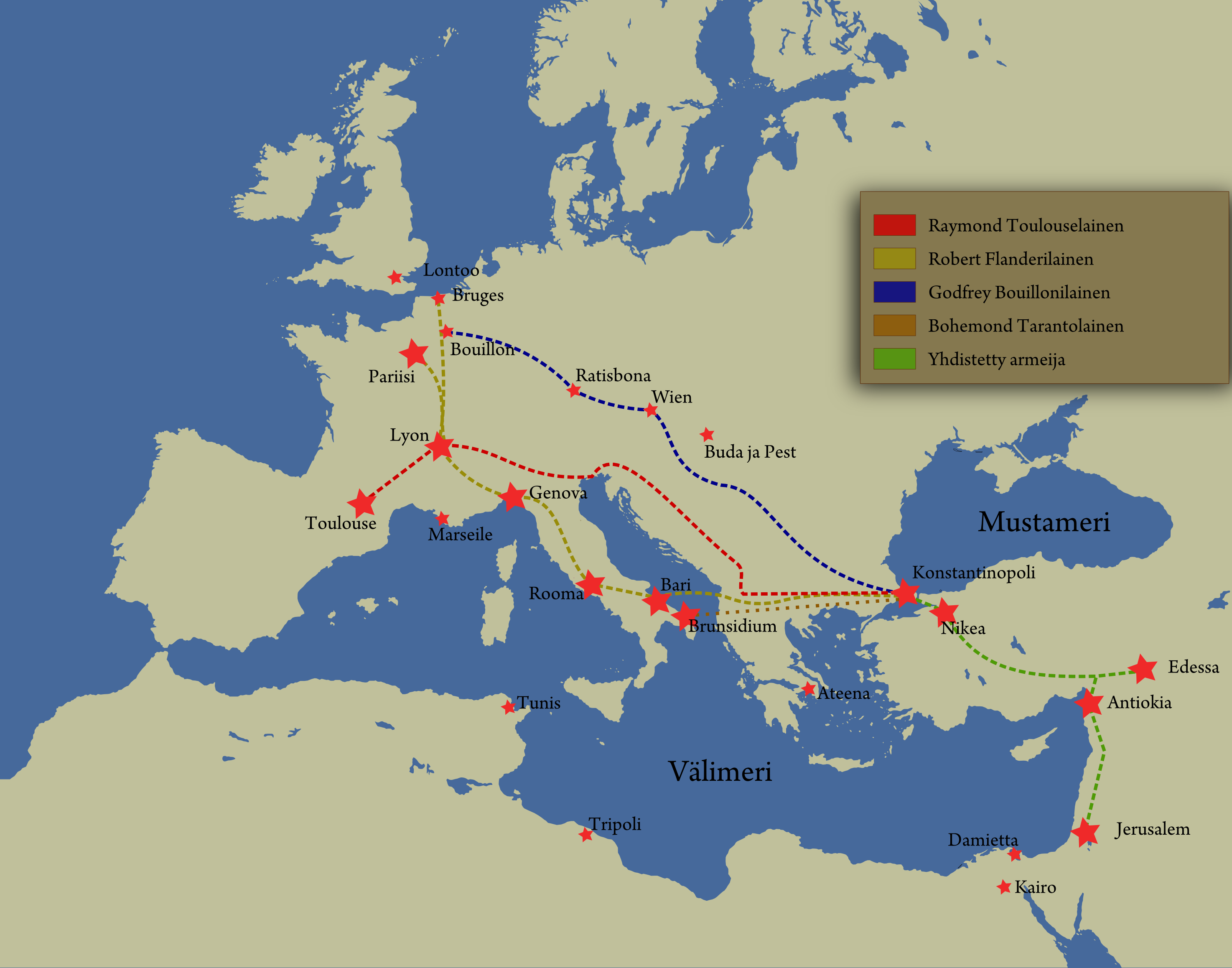
Перший хрестовий похід

У 1095 році папа римський Урбан II виступив на соборі у Клермоні із закликом до походу щодо визволення Святої Землі від невірних. На заклик відгукнувся й Раймунд IV Тулузький. Він ретельно підготувався, зібравши значне військо й статки.
Раймунд рушив через південь Франції, північну Італію, Далмацію й Балкани. Прибувши у 1097 році до Константинополя, він єдиний відмовився давати васальну присягу візантійському імператору Олексію I Комніну, а лише пообіцяв захищати імператора. Після цього разом з іншими хрестоносцями перебрався через Босфор, брав активну участь у захоплені міста Нікеї. За цим разом з іншими хрестоносцями рушив до Сирії й Палестини.
У 1099 році брав участь у захоплені Єрусалима. Під час облоги намагається перехопити на себе загальне командування усіма військами хрестоносців, проте марно. З цього моменту шукає можливість створити незалежне князівство на Близькому сході. Бере участь у захопленні міста Аскалон. 1100 року вирушає до Константинополя з метою організувати похід до Анкари, яку захоплює у березні 1101 року, втім незабаром, 5 серпня, зазнав поразки від сельджуків й ледь врятувався, втікши до Константинополя.
У 1102 році захоплює місто Тортоса у південній Сирії. 1104 року починає облогу міста Триполі. Під час облоги зазнав важкого поранення й 28 лютого 1105 року помер (за іншими відомостями від отрути).

## Родина
1. Дружина — Ерменгарда (д/н — 1080), донька Жоффруа I, графа Провансу
Діти:
- Бертран (1065–1112), граф Тулузи з 1105 до 1112 року

2. Дружина — Матільда Отвільська (д/н — 1094), донька Рожера I, графа Сицилії
Дітей не було
3. Дружина — Ельвіра (1080–1151), донька Альфонсо VI, короля Кастилії
Діти:
- Альфонс Журден (1103–1148), граф Тулузи з 1112 до 1148 року